# Paulo Moreira Leite
Paulo Moreira Leite (São Paulo, 1952) é um jornalista brasileiro.

## Biografia
Em 1978, era militante trotskista e foi o primeiro editor do Jornal O Trabalho.
Estudou Ciências Sociais na Universidade de São Paulo (USP) mas não concluiu o curso. Trabalha como jornalista desde os dezessete anos e já atuou em vários dos principais periódicos brasileiros, entre os quais   Jornal da Tarde, Folha de S.Paulo, além de ter sido diretor de redação do  Diário de São Paulo, repórter especial de O Estado de S. Paulo e correspondente em Washington da Gazeta Mercantil .
Também trabalhou por 17 anos na revista Veja, como redator-chefe e correspondente em Paris. Foi diretor de redação da revista Época e, por oito meses, foi vice-presidente da Imprensa Oficial do Estado de São Paulo. Atuou também no iG  e retornou à Época em 2008, onde foi repórter especial e publicou a coluna eletrônica Vamos combinar.  Em janeiro de 2013, assumiu a direção da revista IstoÉ em Brasília, cargo que deixou em agosto de 2014. Em agosto de 2014,  assumiu a direção editorial do jornal digital  Brasil 247, em Brasília, e assina uma coluna sobre política e cultura, em parceria com aquele jornal. 
Na TV Brasil, Paulo Moreira Leite  apresentou o talk show Espaço Público.
Integra o conselho editorial do Brasil 247.

## Obras
- Bento XVI no Brasil: Reportagem fotográfica sobre a visita do papa (organizador). Imprensa Oficial do Estado de São Paulo, 2007.
- Diário de S. Paulo: 120 Anos de História (org., com Nelson Nunes) DSP, 2004.
- A mulher que era o general da casa – Histórias da resistência civil à ditadura. Arquipélago, 2012.
- A outra história do mensalão  – As contradições de um julgamento político'. Geração, 2013.
- A outra história da Lava-Jato: Uma investigação necessária que se transformou numa operação contra a democracia. Geração, 2015.